# Coquelicot blanc

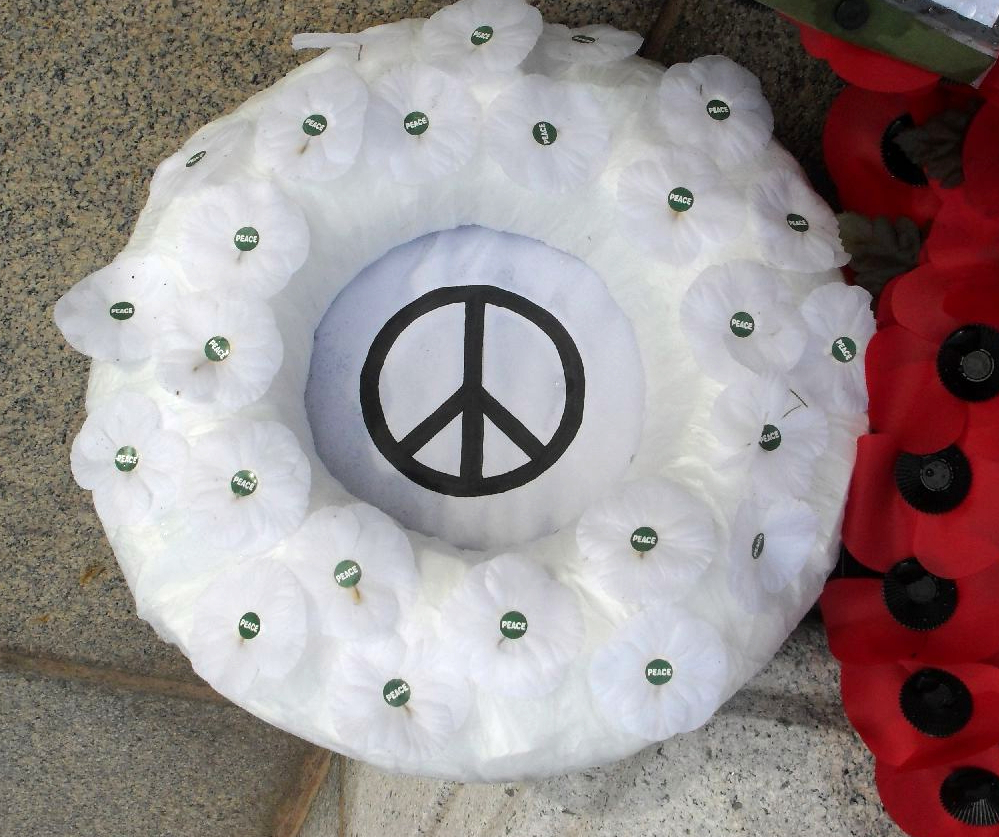
Une décoration de coquelicots blancs.

Le coquelicot blanc a été lancé comme symbole de paix pour la première fois en Angleterre en 1933 par la Co-operative Women’s Guild (CWG).  Il visait à commémorer toutes les victimes de la guerre, aussi bien civiles que militaires. Depuis, il est devenu un symbole de lutte pour la paix dans plusieurs pays, notamment les pays du Commonwealth. 

## Historique
L’idée du port d’un coquelicot blanc a commencé à germer en Angleterre en 1926. La Première Guerre mondiale avait entraîné la mort de 10 millions de soldats et d’un million et demi de civils. Le coquelicot rouge était porté depuis 1921 à la mémoire des soldats morts à cette guerre et les fonds recueillis par sa vente allaient au Haig Fund qui venait en aide aux vétérans et à leur famille. Le mouvement pacifiste No more War Movement proposa de remplacer les mots Haig Fund au centre du coquelicot par No more War (Jamais plus la guerre). Devant l’échec de cette proposition, l’idée de créer une fleur différente commença à prendre forme...
En novembre 1933, dans le contexte d’une nouvelle montée des tensions au niveau international, la première campagne du coquelicot blanc fut lancée en Angleterre par la Co-operative Women’s Guild (CWG). Le coquelicot blanc ne se voulait pas un affront au coquelicot rouge. D’ailleurs, plusieurs des femmes de ce mouvement avaient perdu un membre de leur famille à la guerre. Elles voulaient plutôt commémorer toutes les victimes de la guerre et contrer les courants militaristes de l’époque. L’année suivante, le Peace Pledge Union, mouvement pacifiste nouvellement formé, appuya cette initiative et, par la suite, prit en charge la production et la vente des coquelicots blancs jusqu’à aujourd’hui.
Au Canada, la campagne des coquelicots blancs prend son essor en 1998, à la suite de la publication d’un article dans le bulletin de Conscience Canada, un groupe d’objecteurs de conscience qui invite à retenir la part d’impôts qui sert aux dépenses militaires. L’année suivante, un dépliant d’appui à cette campagne a circulé parmi des groupes qui militent pour la paix dans différentes régions du pays. Un vétéran de la Seconde Guerre mondiale, Frank Knelman, expliquait alors qu’il voulait non seulement se souvenir de ceux qui ont combattu et souffert comme soldats, mais qu’il travailler à empêcher la guerre et à mettre fin au militarisme. « Je veux me souvenir que 95 % des victimes dans les guerres modernes sont des civils » disait-il.
Au Québec, en 2011, le Collectif Échec à guerre décide d’emboiter le pas et de lancer la campagne annuelle du coquelicot blanc pour rappeler que les victimes des guerres – toutes les personnes tuées, blessées, emprisonnées, déplacées, réfugiées, violées – sont non seulement des militaires mais aussi, et surtout, des civiles.

## Source
- Site internet White poppy au Royaume Uni.
- Campagne du coquelicot blanc au Québec.